# Liste des basiliques du Molise
Cette liste recense les basiliques du Molise, Italie.

## Liste
En 2019, le Molise compte 3 basiliques.
| Basilique                                         | Commune       | Province   | Diocèse           | Date              | Coordonnées                       | Image |
| ------------------------------------------------- | ------------- | ---------- | ----------------- | ----------------- | --------------------------------- | ----- |
| Dôme de Larino                                    | Larino        | Campobasso | Termoli-Larino    | 27 juin 1928      | 41° 48′ 04″ nord, 14° 54′ 37″ est |       |
| Cathédrale de Termoli                             | Termoli       | Campobasso | Termoli-Larino    | 14 février 1947   | 42° 00′ 19″ nord, 14° 59′ 51″ est |       |
| Basilique sanctuaire Notre-Dame des Douleurs (it) | Castelpetroso | Isernia    | Campobasso-Boiano | 21 septembre 2013 | 41° 32′ 59″ nord, 14° 18′ 35″ est |       |